# Ruggiano
Ruggiano è una frazione di 539 abitanti del comune di Salve, in provincia di Lecce.
Situata nel basso Salento, all'estremità meridionale del Capo di Leuca, dista 2 km dal capoluogo comunale.
Ruggiano è sede di una stazione ferroviaria (Salve - Ruggiano) delle Ferrovie Sud Est (linea Novoli - Gagliano), inaugurata nel 1911.

## Origini del nome
Secondo lo studioso tedesco Gerhard Rohlfs il nome deriverebbe da rudius, che significa campagna.

## Monumenti e luoghi d'interesse
- Santuario di Santa Marina

- Cappella della Madonna di Costantinopoli
- Chiesa Parrocchiale di S. Elia Profeta
- Cappella della Madonna della Neve
- Cappella della Madonna Addolorata di Piazza Sant'Antonio

## Cultura

### Eventi
- Festa di Santa Marina - 16/17 luglio - festa più sentita dai Ruggianesi
- Festa di Sant'Elia - 20 luglio - festa del Santo Patrono
- Sagra della Pittula: "La pittulata" - il sabato tra Natale e Capodanno

## Galleria d'immagini

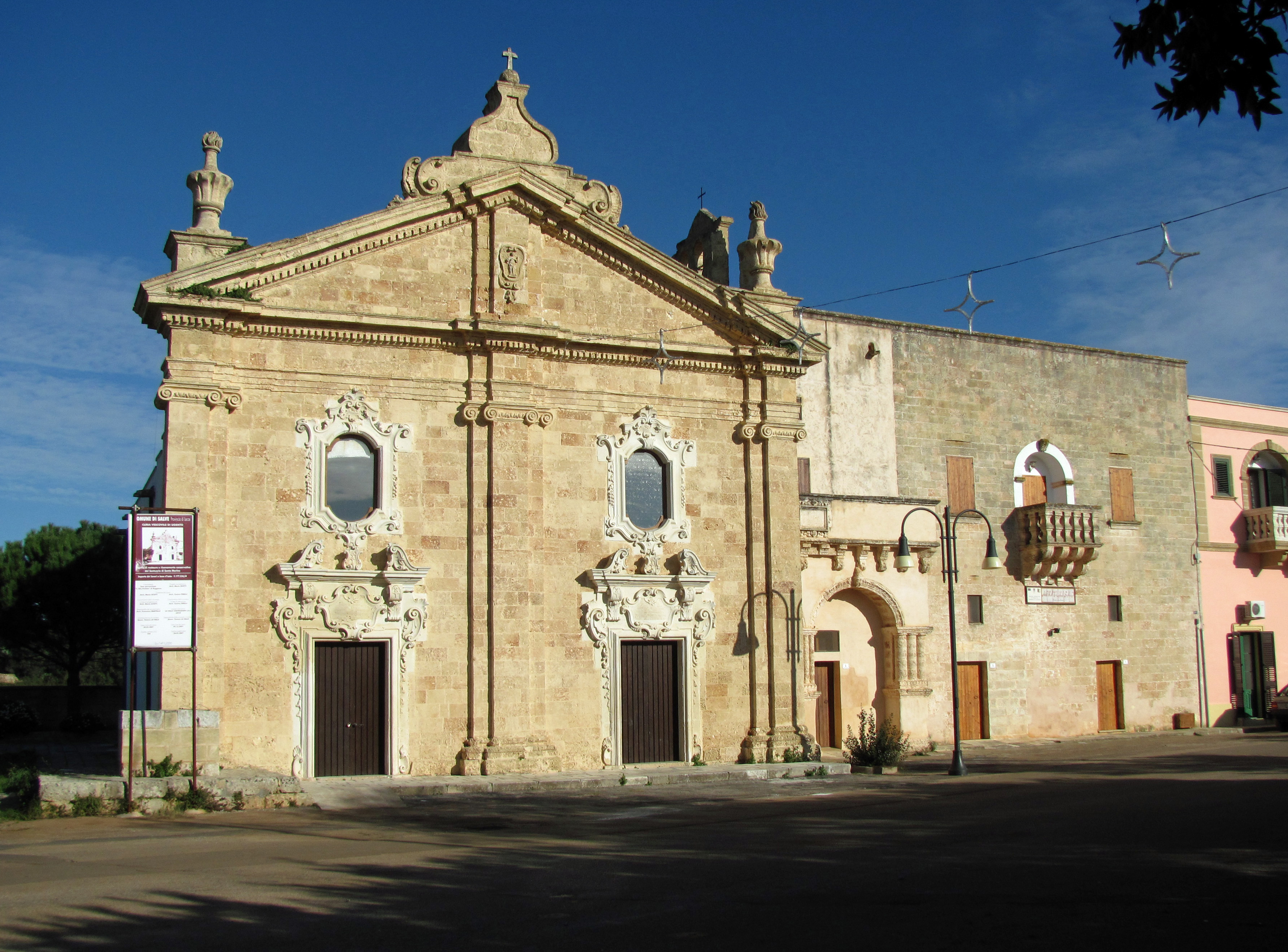
Santuario di Santa Marina (XVII sec.)
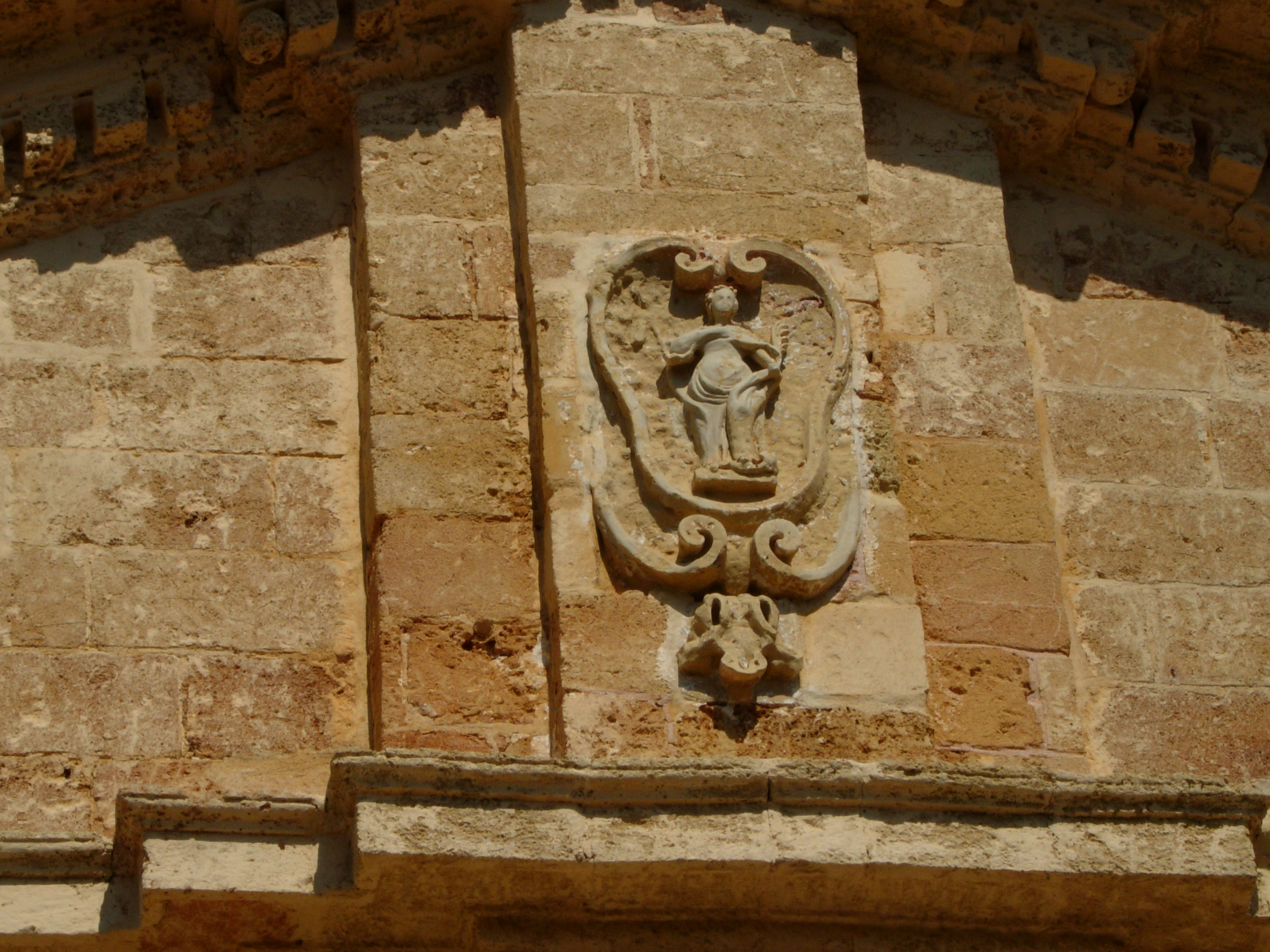
Santuario di Santa Marina, fregio
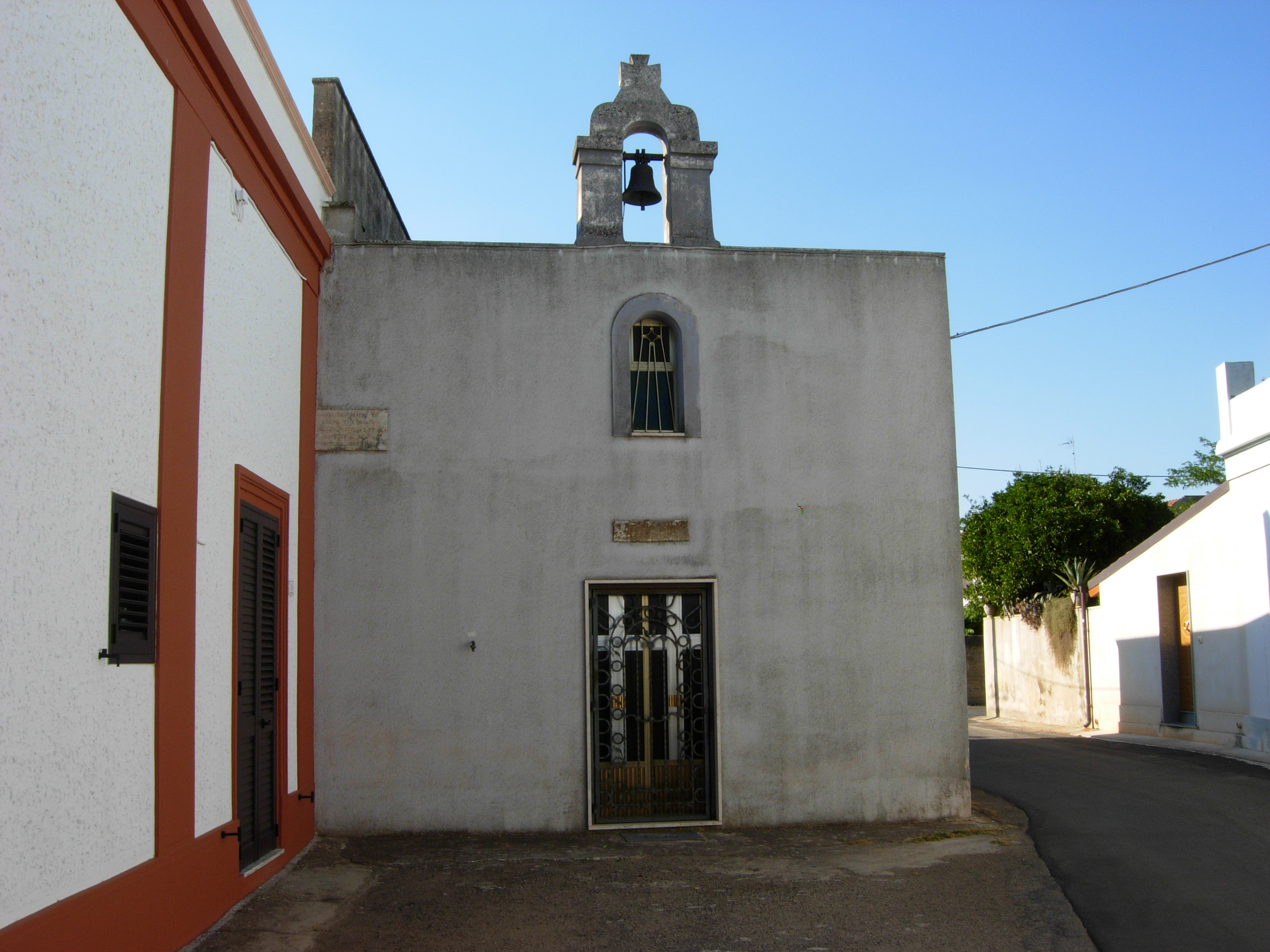
Cappella Madonna della Neve
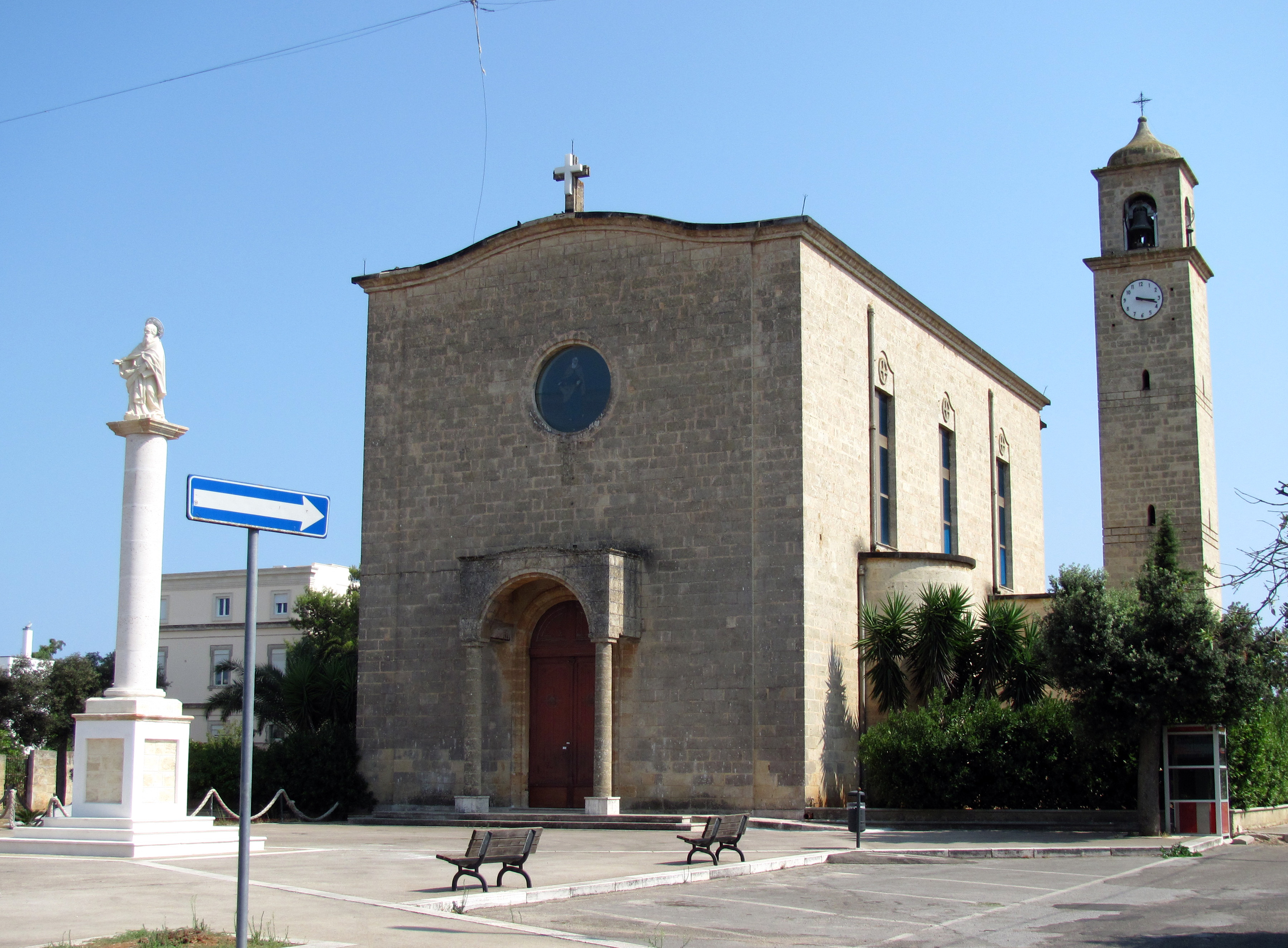
Chiesa di Sant'Elia Profeta
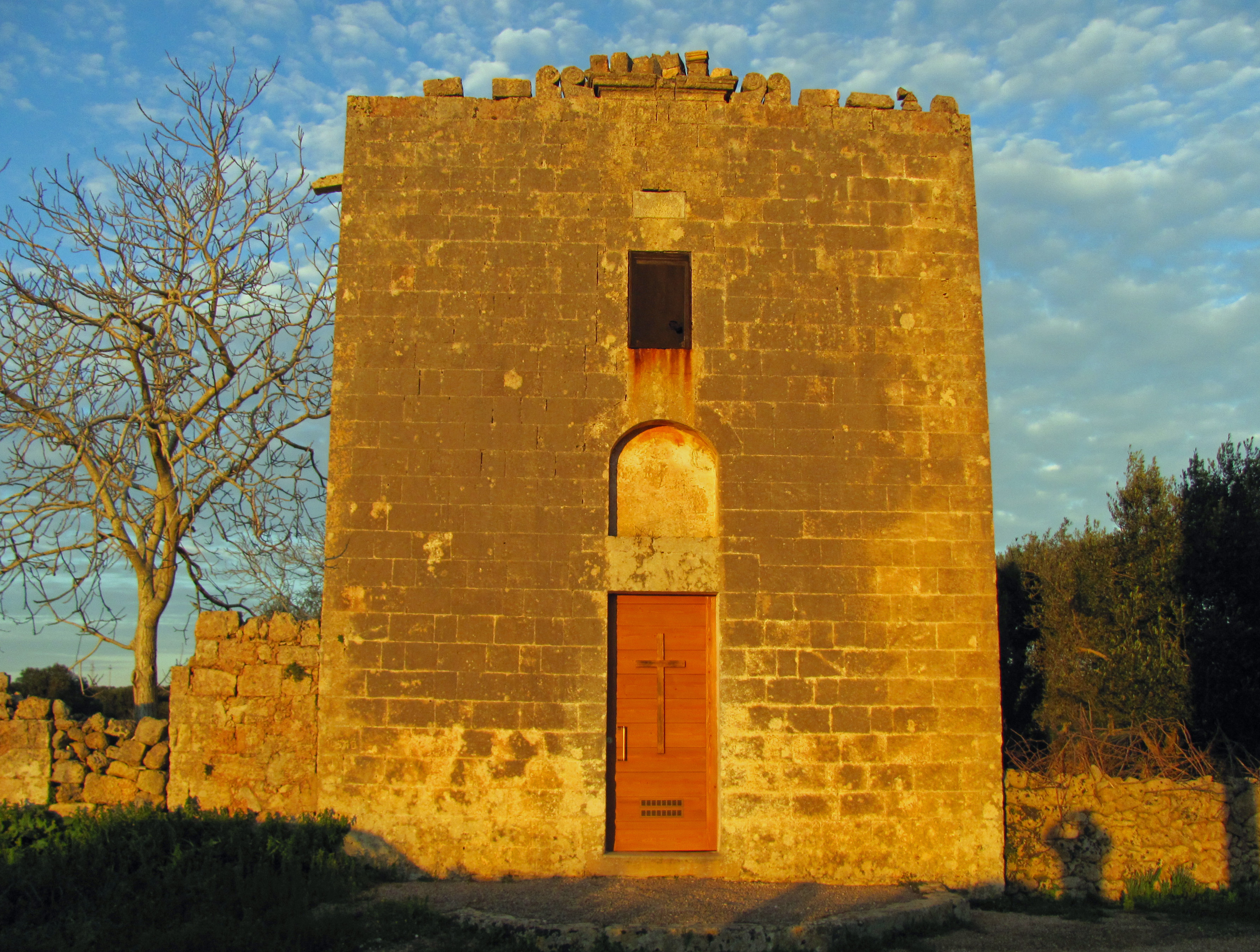
Cappella della Madonna di Costantinopoli (XVII sec.)